# NGC 542
NGC 542 (również PGC 5360 lub HCG 10D) – galaktyka spiralna (Sb), znajdująca się w gwiazdozbiorze Andromedy. Odkrył ją R.J. Mitchell (asystent Williama Parsonsa) 16 października 1855 roku. Należy do zwartej grupy galaktyk Hickson 10 (HCG 10).

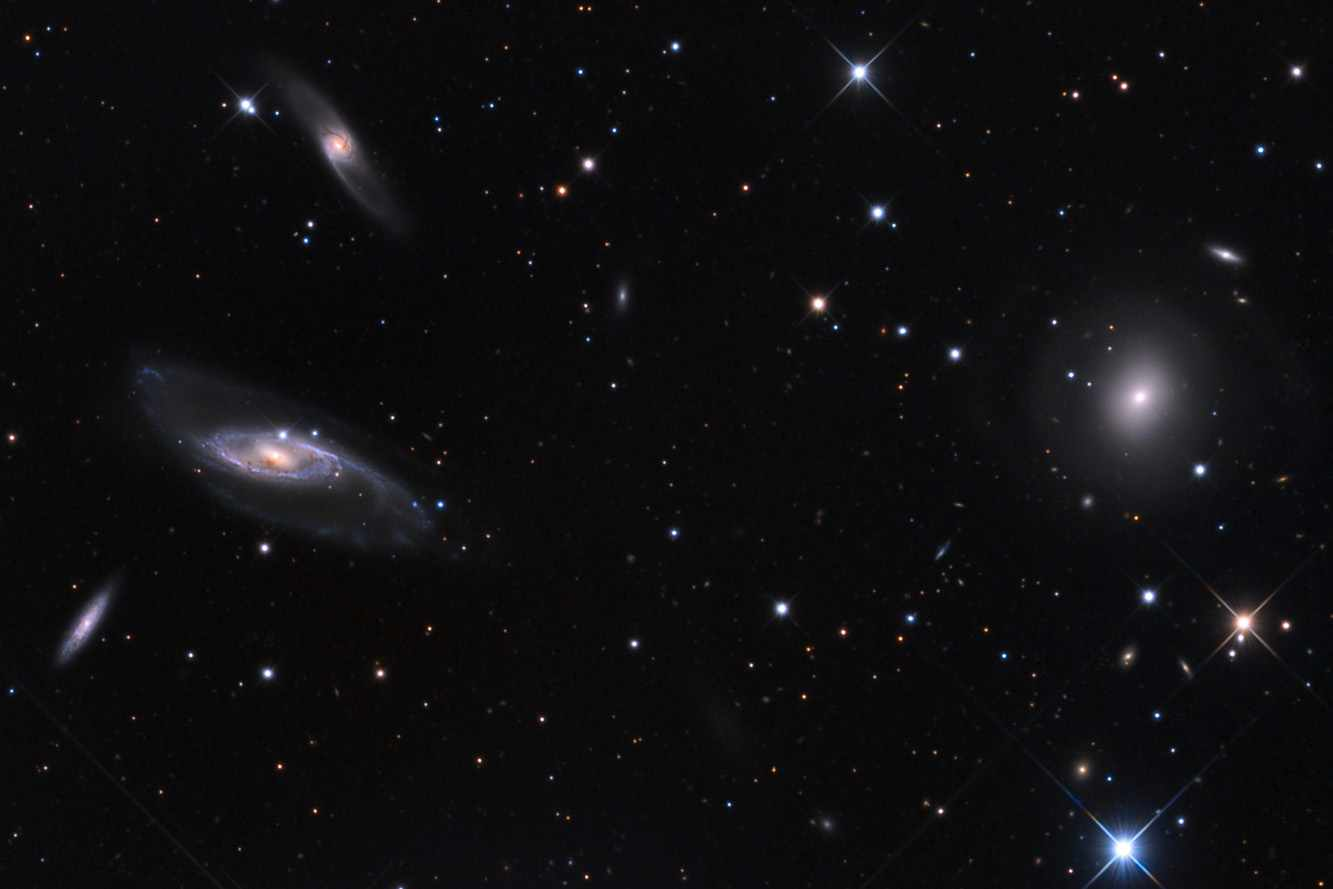
Hickson 10. NGC 542 to mała galaktyka blisko lewej krawędzi zdjęcia. Powyżej niej NGC 536 i NGC 531, z prawej NGC 529 (Mount Lemmon SkyCenter)